# Grupo di Betico
Grupo di Betico (voorheen Betico y su Grupo) is een Arubaans folkband, ontstaan uit de eindejaarstraditie van dande. Het wordt beschouwd als de meest emblematische groep op het gebied van traditioneel Arubaans muziek. De benaming verwijst naar haar oprichter Betico Croes.

## Ontstaan
Grupo di Betico kwam voort uit een muzikale familie van Santa Cruz. Van jongs af aan luisterden de kinderen van Francisco (Panchico) Croes en Maria Luisa (Mimita) Croes-Lopez naar de muziek van de andere muzikale familieleden, zoals 'Mo Tito y su Conhunto Folklorico Arubano'. Elk kind leerde een muziekinstrument bespelen en/of zingen, en elk jaar vóór Kerstmis speelden zij samen als groep, maar hadden geen officiële naam. In 1968, toen twee broers van Betico Croes terugkeerden uit Nederland, werd de paranda-groep (dande-muzikanten en zangers) geformaliseerd onder de naam 'Betico y su Grupo'. Betico Croes was lid en leider van de groep. Na zijn overlijden eind 1986 werd de groep voortgezet als "Grupo di Betico" onder leiding van zijn broer Rudy Croes.
In de loop van de tijd ontwikkelde de groep een originele stijl en geluid van een vrolijke paranda, dat wordt gekenmerkt door de typisch akoestische instrumenten en het koor van mannenstemmen. In de beginjaren bracht de groep vrij traditionele liedjes met invloeden uit Aruba en Venezuela. Toen een nieuwe generatie zich bij de groep voegde, ontstond het idee om met eigen liedjes te komen. Vanaf 1992 begon de groep met opnames van hun composities in het Papiaments, die later via radiostations werden afgespeeld. Hierna begon er op grote schaal verzoeken binnen te komen voor publieke optredens en privé feesten. Later heeft de groep concerten en tournees gehouden, waarin de Arubaanse muziek en erfgoed in verschillende landen werd gepromoot; onder meer in Nederland (2019, 2024), België, Duitsland, Brazilië, Cuba, Dominicaanse Republiek, Corsica en Bonaire.
In 1995 bracht de groep haar eerste compact disc "Paranda Arubiano" uit. De verkoop hiervan overschreed de 10.000 exemplaren en enkele nummers zoals Paranda Arubiano, Ban Celebr'e y Festeh'e, Añ' Nobe Awe en Arubianonan werden meteen kerstklassiekers. Ter herdenking van de viering van 30 jaar volkslied en vlag en 20 jaar status aparte van Aruba bracht men in 2006 de CD 'Vrijheid!' uit. Deze bevatte composities met een variatie aan typisch Arubaanse ritmes en genres en was opgedragen aan de oprichter van de groep. De groep heeft nog enkele CD's uitgebracht, wat bij elkaar meer dan 100 eigen nummers beslaat. Ook volgde er samenwerking met internationale gastartiesten, onder andere Izaline Calister, Jerau uit Colombia en Pipe Pelaez uit Venezuela, en de Arubaanse artiest Jeon. In het in 2024 uitgebrachte album 'Parranderos' zijn de composities een fusie van muzikale elementen uit traditionele Arubaanse ritmes met Latijns-Amerikaanse ritmes.
Tot de succesnummers van Grupo di Betico behoren Un Siglo Nobo, Mi Conono, Mosaico di Aguinaldo, Mosaico Arubiano, Alegria, Dugudushi, Te Ora Solo Sali, Bendiciona (met Izaline Calister), Yen di Emocion, Bonconco, Keda Leu (2020, over de coronacrisis), Contento, Ken nos ta, Awa di Tanki Lender, Faya Bo Haya en Nos kier ta meymey.

## Dande-festival
Sinds aanvang van het jaarlijkse Dande-festival in 1973 heeft Grupo di Betico deelgenomen aan een groot aantal edities van dit festival. In 1986 werd  de groep gehuldigd voor twaalf opeenvolgende deelnames. In 1991 won de groep met Paranda Arubiano de prijs voor de beste originele compositie. Deze compositie was door Hildward Croes (1962-2014), musicus en accordeonist van de groep, speciaal voor het festival gecomponeerd. In 1992 won de groep opnieuw het beste nummer en de beste compositie. Maikito Croes, dande-leadzanger van de groep, werd in 1998, 2002 en 2005 bekroond als "Rey di Dande" (Koning van Dande).

## Oud-leden
De oorspronkelijke leden van de muziekgroep waren de zeven broers Croes:
- Betico (accordeon),
- Rudy (wiri, cuatro)
- Aiky
- Tommy (leadzanger)
- Efrain
- Hendrik en
- Addison, alsook
- Maiky Croes (dande-leadzanger).

Het muzikale erfgoed van de familie Croes werd van generatie op generatie doorgegeven, inmiddels al aan de vierde generatie. Ook neven sloten zich aan bij de groep, zoals Maiky Croes, die werd opgevolgd door zijn kinderen (Maikito en Hildward), kleinkinderen en achterkleinkinderen.
De bezetting bestond in 2019 uit 16 leden. Tot de bezetting anno 2024 behoren onder meer: Gos Oduber (bassist, componist, leider van de groep), Ruben Werleman, Maikito Croes (dande-leadzanger), Angelo Kock (accordeon), Jaderick Croes, Jouel Croes (gitarist, componist) en Miguel Genser (leadzanger).

## Discografie

### Album/CD
- Paranda Arubano (1995)
- Tradicion (1999)
- Alegria (2002)
- Libertad (2006)
- Celebracion (2007)
- Concierto di Alegria (2009)
- Felicidad (2011)
- Parranderos (2024)